# Фэйр, Рэй
Рэй Фэйр (англ. Ray C. Fair; *4 октября 1942, Фресно, шт. Калифорния) — американский экономист.
С 1960 по 1964 годы учился в колледже Фресно Стейт (бакалавр); доктор философии (1968) Массачусетского технологического института.
С 1968 по 1974 год — Assistant Professor, факультет экономики Принстона, в 1977 году — приглашённый профессор (Visiting Associate Professor) факультета экономики Массачусетского технологического института
С 1974 года преподаёт в Йельском университете (профессор с 1979), с 2000 года исследователь Международного центра финансов в Йеле.
Дочь — экономист Эмили Остер.

## Основные произведения
- «Проверка макроэкономических моделей» (Testing Macroeconometric Models, 1994, ISBN 978-0-674-87503-6);
- «Принципы экономической науки» (Principles of Economics, 1996, ISBN 978-0-13-144234-4, в соавторстве с К. Кейсом).
- Estimating How the Macroeconomy Works (ISBN 978-0-674-01546-3)
- Predicting Presidential Elections and Other Things (ISBN 978-0-8047-4509-3)